# Kielanówka
Kielanówka est une localité polonaise de la gmina de Boguchwała, située dans le powiat de Rzeszów en voïvodie des Basses-Carpates.